# كارلوس أورتيغا
كارلوس أورتيغا (بالإسبانية: Carlos Ortega Carvajal)‏ هو نقابي فنزويلي، ولد في 14 سبتمبر 1945 في سان كريستوبال في فنزويلا.